# 結城さなえ
結城 さなえ（ゆうき さなえ、1979年2月27日 - ）は、日本の女優。オフィスMORIMOTO所属。

## 来歴・人物
神奈川県出身。身長160cm。血液型A型。明治大学政治経済学部卒。劇団東京乾電池研究生、第24代ミス熱海梅の女王などを経て、現在は映画・ドラマを中心に活動中。特技はアナウンスとフラダンス。趣味はウクレレ、熱海案内。

## 出演

### テレビドラマ
2006年
- 「月曜ゴールデン 弁護士山田播磨の温泉事件記」(TBS)

2007年
- 「ドリーム☆アゲイン」(NTV)

2008年
- 「弁護士 一之瀬凛子」(TBS)
- 「学校じゃ教えられない!」(レギュラー) (NTV)
- 「Tomorrow〜陽はまたのぼる〜」(TBS)
- 「オトナの女の作り方」(KTV)
- 「小児救命」(EX)

2009年
- 「RESCUE〜特別高度救助隊」(TBS)
- 「スマイル」(TBS)
- 「橋田壽賀子ドラマ となりの芝生」(TBS)
- 「夏うたドラマSP 幸せの贈り物」(TBS)
- 「オルトロスの犬」(TBS)
- 「アンタッチャブル〜事件記者・鳴海遼子〜」(レギュラー) (EX)

2010年
- 「弁護士 一之瀬凛子2」(TBS)
- 「パンドラII〜飢餓列島〜」(WOWOW)
- 「Beautiful Love」 (BeeTV)
- 「Mother」 (NTV)
- 「崖っぷちのエリー」(EX)
- 「獣医ドリトル」(TBS)
- 「検事・鬼島平八郎」(EX)

2011年
- 「CONTROL〜犯罪心理捜査〜」（CX）
- 「リバウンド」（レギュラー） 編集部・小嶋役（NTV）

2012年
- 月曜ゴールデン「おふくろ先生の診療日記4〜静岡・伊豆編〜」(TBS)
- 「終着駅〜トワイライトエクスプレスの恋」(TBS)
- 「悪夢ちゃん」第9 . 10話（NTV）
- 「シングルマザーズ」（NHK）
- 「GTO」（CX・関西テレビ）
- 「悪女について」（TBS）

2013年
- 「孤独のグルメ Season3 第12話 （2013年9月25日、テレビ東京） - 30代OL客(2) 役
- 「熱血硬派くにおくん」第3.5話（NOTTV）

2014年
- 月曜ゴールデン「刑事夫婦」（TBS）

2015年
- 月曜名作劇場「警視庁心理捜査官・明日香5」（TBS）
- 「紅白が生まれた日」(NHK)
- 「太鼓持ちの達人」第11話 (TX)

2016年
- 「ヒガンバナ～警視庁捜査七課」(NTV)
- 「海底の君へ」(NHK)
- 「こえ恋」第7.8話 (TX)
- 「神の舌を持つ男」第10話 (TBS)

2017年
- 「大貧乏」第2話(CX)
- 「プラージュ～訳ありばかりのシェアハウス～」第1話(WOWOW)
- 「さぼリーマン甘太朗」第5話 (TX)
- 「チェイス第1章」第1話 (Amazonprime)
- 「まかない荘2」第1話 (名古屋テレビ)

2018年
- 「隣の家族は青く見える」第8話(CX)
- 「結婚相手は抽選で」第2話(CX)
- 「スペシャルドラマ あまんじゃく」(TX)
- 「イアリー〜見えない顔〜」第2話(wowow)

2019年
- 「スキャンダル専門弁護士QUEEN」レギュラー(CX)
- 「フルーツ宅配便」第7話(TX)
- 「名探偵・明智小五郎」第二夜(EX)
- 大河ドラマ「いだてん 〜東京オリムピック噺〜」第29話〜31話(NHK)-シャペロン役
- 「おいしい給食」第4、9話

2020年
- 「コタキ兄弟と四苦八苦」(TX)
- 「絶対零度 (テレビドラマ)」(CX) - 渋谷恵子役
- 「セイレーンの懺悔 」(wowow)第3話
- 「極主夫道 」(YTV)第3話　- PTA役員武藤役
- 「バベル九朔 」(TX)第9、10話

2021年
- 「高嶺のハナさん 」(TX) - レギュラー 秋本菊役
- 「おじさまと猫」(TX)第4話 - ふくまるの母猫役
- 「イチケイノカラス 」(CX)第9話
- 「TOKYO MER〜走る緊急救命室〜 」(TBS)第1話
- 「うきわ 」(TX)第5話

2022年
- 「暴太郎戦隊ドンブラザーズ」(EX)第2話 - 磯野さなえ（40代）役
- 「ヒル」Season 1 最終話 & Season 2 最終話（WOWOW） - アナウンサー 役
- 「刑事7人」第8シリーズ　第3話（テレビ朝日） - 島田彩子 役

2024年
- アンメット ある脳外科医の日記 第2話（4月22日、関西テレビ・フジテレビ） - 鎌田美奈子 役[2]
- 花咲舞が黙ってない 第3シリーズ 第7話（5月25日、日本テレビ） - 四谷支店の顧客 役

### 映画
2002年
- 「自殺サークル」園子温監督

2006年
- 「長谷川家小景」主演 草野陽花監督

2013年
- 「Retirement」Emilie Silvestri監督（NYU）
- 「古音」松浦真史監督

2014年
- 「二人の女勝負師」池田眞也監督
- 「テルマエ・ロマエ2」武内英樹監督
- 「あのときのflavor...」Yuki Saito監督
- 「紙の月」吉田大八監督

2015年
- 「海街diary」是枝裕和監督
- 「バケモノの子」細田守監督（声優参加）

2016年
- 「宝物の抱きかた」榎本桜監督
- 「永い言い訳」西川美和監督

2017年
- 「コスメティックウォーズ」鈴木浩介監督
- 「アリーキャット」榊英雄監督
- 「リベンジgirl」三木康一郎監督
- 「ポンチョに夜明けの風をはらませて」廣原暁監督
- 「飢えたライオン」緒方貴臣監督

2018年
- 「生きる街」榊英雄監督
- 「北の桜守」滝田洋二郎監督
- 「闇金ドッグス8」元木隆史監督
- 「恋は雨上がりのように」永井聡監督
- 「万引き家族」是枝裕和監督
- 「宝物の抱きかた」榎本桜監督
- 「検察側の罪人」原田眞人監督
- 「人魚の眠る家」堤幸彦監督

2019年
- 「愛唄 約束のナクヒト」川村泰祐監督
- 「WE ARE LITTLE ZOMBIES」長久監督
- 「よこがお」深田晃司監督
- 「お嬢ちゃん」二ノ宮隆太郎監督

2020年
- 「461個のおべんとう」兼重淳監督
- 「サイレント・トーキョー」波多野貴文監督
- 「距離」三輪江一監督

2021年
- 「夏への扉 -キミのいる未来へ-」三木孝浩監督

### CM
- 「みずほフィナンシャルグループ」話しやすそうなんだもん。篇(2015〜)
- 「花王ピュオーラ」マツコの歯周トラブル相談室篇、ハブラシもピュオーラ篇(2016〜)
- 「エバースマイル」飲みやすいとろみ飲料篇、ムース食篇(2016〜2018)
- 「コメ兵」オトナのオンナはおトクよキャンペーン篇(2017〜)
- 「ピタットハウス」ピタッときまる篇・ラジオCM 全ての想いにピタット篇、娘の告白篇(2017年〜)
- 「ケイ・オプティコム」(2018〜)
- 「イトーヨーカドー あんしんサポート」(2018〜)
- 「センチュリー21」リースバック篇 (2019〜)

### 配信ドラマ
2022年
- 仮面ライダーBLACK SUN（Amazon Prime Video） - 連れてきた女性 役

### 舞台
2002年
- 「劇団東京乾電池15期研究生卒業公演」@下北沢駅前劇場

2010年
- 「ラフカット2010」@全労済ホールスペース・ゼロ
- 「リトル・ツリー」@参宮橋トランスミッション

2013年
- 「シーラ&シャイニングスターズvol.1」＠新中野ワニズホール

2014年
- アリー・エンターテイメントプロデュース「千年マチコ〜書房編〜」＠シアターグリーンBOX in BOX THEATER